# Heartbreak Anthem
«Heartbreak Anthem» es un sencillo de los DJs suecos Galantis, del DJ francés David Guetta y el grupo británico Little Mix. La canción fue lanzada bajo el sello Atlantic Records el 20 de mayo de 2021. El 19 de agosto fue anunciado que formaría parte del álbum recopilatorio de Little Mix, por los 10 años del grupo, titulado Between Us.

## Video musical
Una foto de Leigh-Anne, Perrie y Jade vestidas con alas de ángeles fue compartida un día antes del estreno oficial del video. El video musical fue dirigido por Samuel Douek y estrenado el 20 de mayo de 2021 en el canal de Youtube de Galantis, junto al lanzamiento de la canción.
Douek comentó en una foto compartida en su Instagram que "El concepto del video musical está inspirado por Angela Carter famosa novela de 1984 titulada Nights at the Circus, un cuento feminista de realismo mágico sobre la libertad". Añadió que el grupo interpretó a "The Winged Fatales", un trío de cantantes y bailarinas que actúan noche tras noche ante multitudes que las adoran, mientras que en el backstage se sienten atrapadas y solas. El video también presenta imágenes digitales de David Guetta y Galantis. Douek también declaró que "el video toca las presiones de la fama y el desamor, evocando un mensaje de autoaceptación en el contexto de un mundo burlesco de ciencia ficción".

## Posicionamiento en listas
| Listas (2021)                                         | Mejor posición |
| ----------------------------------------------------- | -------------- |
| Australia (ARIA)                                      | 46             |
| Austria (Ö3 Austria Top 40)                           | 53             |
| Bélgica (Ultratip) Flanders                           | 30             |
| Canadá (Canadian Hot 100)                             | 86             |
| Croacia (HRT)                                         | 16             |
| Eslovaquia (Singles Digital Top 100)                  | 38             |
| Estados Unidos (Billboard Global 200)                 | 52             |
| Estados Unidos (Billboard Hot Dance/Electronic Songs) | 6              |
| Estados Unidos (Billboard Dance/Mix Show Airplay)     | 1              |
| Europa Digital Songs (Billboard)                      | 4              |
| Hungría (Single Top 40)                               | 11             |
| Hungría (Rádios Top 40)                               | 2              |
| Irlanda (Irish Singles Chart)                         | 5              |
| Japón (Japan Hot Overseas)                            | 18             |
| México (Mexico Airplay)                               | 41             |
| Noruega (VG-lista)                                    | 23             |
| Nueva Zelanda Hot Singles (RMNZ)                      | 9              |
| Países Bajos (Single Top 100)                         | 23             |
| Portugal (AFP)                                        | 114            |
| Reino Unido (UK Singles Chart)                        | 3              |
| Reino Unido (UK Dance Singles Chart)                  | 1              |
| Suecia (Swedish Singles Chart)                        | 36             |
| Suiza (Schweizer Hitparade)                           | 51             |

## Certificaciones
| País           | Organismo certificador | Certificación | Ventas certificadas | Ref    |
| -------------- | ---------------------- | ------------- | ------------------- | ------ |
| Reino Unido    | BPI                    | Platino       | 600 000             | [ 27 ] |
| Canadá         | Music Canada           | Platino       | 80 000              |        |
| Estados Unidos | RIAA                   | Oro           | 500 000             |        |
| Austria        | IFPI Austria           | Oro           | 500 000             |        |
| Portugal       | AFP                    | Oro           | 5 000               |        |
| Dinamarca      | IFPI Danmark           | Oro           | 45 000              |        |
| Polonia        | ZPAV                   | Oro           | 25 000              |        |
| España         | PROMUSICAE             | Oro           | 30 000              |        |
| Italia         | FIMI                   | Oro           | 25 000              |        |

## Historial de lanzamiento
| País   | Fecha               | Formato                      | Versión            | Discográfica     | Ref    |
| ------ | ------------------- | ---------------------------- | ------------------ | ---------------- | ------ |
| Varios | 20 de mayo de 2021  | Descarga digital y streaming | Original           | Atlantic Records | [ 28 ] |
| Varios | 15 de julio de 2021 | Descarga digital y streaming | Tchami remix       | Atlantic Records | [ 29 ] |
| Varios | 6 de agosto de 2021 | Descarga digital y streaming | Clean Bandit remix | Atlantic Records | [ 30 ] |